# Just Friends (Band)
Just Friends war eine deutsche Popgruppe, die von 1995 bis 1998 existierte. Die Gruppe setzte sich aus vier Mitgliedern zusammen: Denise Zich, Sabine Manke, Matthias Fuchs und Daniel Höferlin und wurde von Lutz Fahrenkrog-Petersen (jüngerer Bruder von Uwe Fahrenkrog-Petersen) produziert.

## Geschichte
Die Band wurde eigens für die RTL-Soap Gute Zeiten, schlechte Zeiten gecastet, die sie schließlich auch bekannt machte.
Dort spielten sie als Just Friends die gegnerischen Teilnehmer der Band CHAK (Charlie Fierek (Julian Scheunemann), Andi Lehmann (Raphael Schneider) und Kim Scheele (Alexandra Finder)) bei einem Band-Casting-Wettbewerb: Daniela Zöllner (Zich), Susanne Münch (Manke), Markus Frisch (Fuchs) und Dirk Hoff (Höferlin). Die erste Single Ever and Ever wurde in der Serie vorgestellt und erreichte in den Charts Platz fünf. Dort konnte sich die Single insgesamt fünf Wochen in den Top Ten halten und wurde für über 250.000 verkaufter Einheiten mit Gold ausgezeichnet. Auch die folgenden Singles The Present That I Want, Friends und Anytime Anyplace aus dem Album Friends Forever erreichten gute Platzierungen in den Charts.
1996 verließ Denise Zich die Band, da sie sich ihrer Schauspielkarriere widmen wollte. An ihrer Stelle kam Jessica Schulte, die in der Serie als Nico Weimershaus’ (Raphaël Vogt) Cousine eingeführt wurde, in die Band. 1997 verließ auch Matthias Fuchs die Band und wurde durch Fares Hadid ersetzt.
Das zweite Album erschien 1998 unter dem Namen World of Colours. Das Album und die daraus veröffentlichten Singles Runnin' Around und Take My Heart konnten an den Erfolg nicht anknüpfen. So löste sich die Band 1998 auf. 2000 erschien noch ein Best-Of-Album, welches wenig Interesse auslöste.

## Diskografie

### Studioalben
| Jahr | Titel Musiklabel              | Höchstplatzierung, Gesamtwochen, AuszeichnungChartplatzierungen (Jahr, Titel, Musiklabel, Platzierungen, Wochen, Auszeichnungen, Anmerkungen) | Höchstplatzierung, Gesamtwochen, AuszeichnungChartplatzierungen (Jahr, Titel, Musiklabel, Platzierungen, Wochen, Auszeichnungen, Anmerkungen) | Höchstplatzierung, Gesamtwochen, AuszeichnungChartplatzierungen (Jahr, Titel, Musiklabel, Platzierungen, Wochen, Auszeichnungen, Anmerkungen) | Anmerkungen                         |
| Jahr | Titel Musiklabel              | DE | AT | CH | Anmerkungen                         |
| ---- | ----------------------------- | --- | --- | --- | ----------------------------------- |
| 1996 | Friends Forever Ultrapop      | DE19 (14 Wo.)DE | AT26 (8 Wo.)AT | CH35 (3 Wo.)CH | Erstveröffentlichung: 29. März 1996 |
| 1998 | World of Colours Edel Records | — | — | — | Erstveröffentlichung: 15. Juni 1998 |

### Kompilationen
- 1999: Ever and Ever – Their Greatest Hits

### Singles
| Jahr | Titel Album                             | Höchstplatzierung, Gesamtwochen, AuszeichnungChartplatzierungen (Jahr, Titel, Album, Platzierungen, Wochen, Auszeichnungen, Anmerkungen) | Höchstplatzierung, Gesamtwochen, AuszeichnungChartplatzierungen (Jahr, Titel, Album, Platzierungen, Wochen, Auszeichnungen, Anmerkungen) | Höchstplatzierung, Gesamtwochen, AuszeichnungChartplatzierungen (Jahr, Titel, Album, Platzierungen, Wochen, Auszeichnungen, Anmerkungen) | Anmerkungen                                    |
| Jahr | Titel Album                             | DE | AT | CH | Anmerkungen                                    |
| ---- | --------------------------------------- | --- | --- | --- | ---------------------------------------------- |
| 1995 | Ever and Ever Friends Forever           | DE5 Gold · (19 Wo.)DE | — | CH13 (14 Wo.)CH | Erstveröffentlichung: 1995 Verkäufe: + 250.000 |
| 1995 | The Present That I Want Friends Forever | DE23 (10 Wo.)DE | — | CH33 (5 Wo.)CH | Erstveröffentlichung: 1995                     |
| 1996 | Friends Friends Forever                 | DE19 (11 Wo.)DE | — | — | Erstveröffentlichung: 29. Februar 1996         |
| 1996 | Anytime Anyplace Friends Forever        | DE64 (4 Wo.)DE | — | — | Erstveröffentlichung: 30. Mai 1996             |
| 1996 | Hello There –                           | DE51 (1 Wo.)DE | — | — | Erstveröffentlichung: 24. Oktober 1996         |
| 1997 | One of Us –                             | DE53 (4 Wo.)DE | — | — | Erstveröffentlichung: 30. Mai 1997             |
| 1997 | What Is Love World of Colours           | DE7 (8 Wo.)DE | AT30 (5 Wo.)AT | CH20 (4 Wo.)CH | Erstveröffentlichung: 5. September 1997        |
| 1998 | Runnin’ Around World of Colours         | DE72 (3 Wo.)DE | — | — | Erstveröffentlichung: 1998                     |
| 1998 | Take My Heart World of Colours          | DE29 (5 Wo.)DE | — | — | Erstveröffentlichung: 1998                     |

Weitere Singles
- 1998: Don’t Forget the Sunshine
- 1999: To the Beach